# Найвищий хоруговник
Найвищий хоруговник (чес.: Nejvyšší korouhevník) — висока придворна посада в королівському уряді, власник якої, в ранньому Середньовіччі, ніс хоругву монарха у військових походах, битвах або на урочистих парадах. Пізніше це була почесна церемоніальна посада, яку задіювали переважно під час коронацій або вшануваннях князя, короля або імператора.

## Історія
Посада існувала в Австрії, Богемії, Угорщині та інших європейських монархіях. Здебільшого це була спадкова посада, на яку призначали представників найвищої аристократії.
Відомо, що 1467 року імператор Фрідріх III надав спадковий пост Найвищого хоруговника представнику родини Фолькенсдорфів, який обіймав її до 1616 року.
У Чеському королівстві спадковість посади була встановлена під час коронації Карла VI у 1723 р. У королівстві було два найвищих хоруговники, один для монарха і панського стану, другий для лицарства. Відзнакою рангу панського була вишита золотом хоругва, а лицарського стану — хоругва, вишита сріблом. Під час коронації вони несли свої хоругви із зображенням Святого Вацлава.
Також існували посади найвищого земельного хоруговника для Моравії, Нижньої, Верхньої Австрії та інших земель Священної Римської імперії.